# Specialty Records
Specialty Records ist ein amerikanisches unabhängiges Musiklabel mit Sitz in Los Angeles, Kalifornien, das zwischen 1946 und 1960 in den Bereichen Gospel, Blues, Rhythm and Blues und Rock ’n’ Roll veröffentlichte. Die Aufnahmetätigkeit wurde 1964 kurzfristig wiederaufgenommen, seitdem unter dem Label bis 1990 bestehendes Material wiederveröffentlicht. Auch nach der Übernahme durch Fantasy Records wird Specialty Records als Marke für Wiederveröffentlichungen weiterverwendet.

## Geschichte
Das Label wurde 1946 von Art Rupe gegründet, der mit Juke Box Records seit 1944 bereits Erfahrungen im amerikanischen Musikmarkt gesammelt hatte. Ein erster Fokus lag auf Gospelgruppen, um die sich J. W. Alexander als A&R-Manager kümmerte. Zudem konzentrierte sich das Label auf Jump-Blues-Interpreten, darunter Joe Liggins, Percy Mayfield und Roy Milton. Letzterer hatte 1946 auf Juke Box mit dem R.M. Blues einen großen Hit, der als einer der ersten Vorläufer des Rock ’n’ Roll einen Boogie-Woogie-Rhythmus mit dem Backbeat koppelte. Auch Voo-It! Voo-It! von The Blues Woman entstammte dem Juke-Box-Katalog und war sehr erfolgreich.
1952 reiste Rupe nach New Orleans, Louisiana, wo gerade Fats Domino bei Imperial Records sehr erfolgreich war, um bei einem Talentwettbewerb in Cosimo Matassas J&M-Studios junge Musiker zu rekrutieren. Kurz vor einer Abreise in Enttäuschung sang der siebzehnjährige Lloyd Price seinen Song Lawdy Miss Clawdy vor, der unter der Leitung von Dave Bartholomew und mit Domino am Piano auf Specialty zu einem weiteren Meilenstein der Rockgeschichte werden sollte. Seitdem unterhielt Specialty in New Orleans eine Dependance, um immer wieder in Matassas Studio mit dessen berühmter Studioband aufzunehmen.
Der Produzent Johnny Vincent übernahm die Aussteuerung von Specialty in New Orleans und entdeckte mit Guitar Slim einen Künstler, an dessen Aufnahme The Things That I Used to Do  ein junger, noch unbekannter Ray Charles als Arrangeur und am Piano beteiligt war.

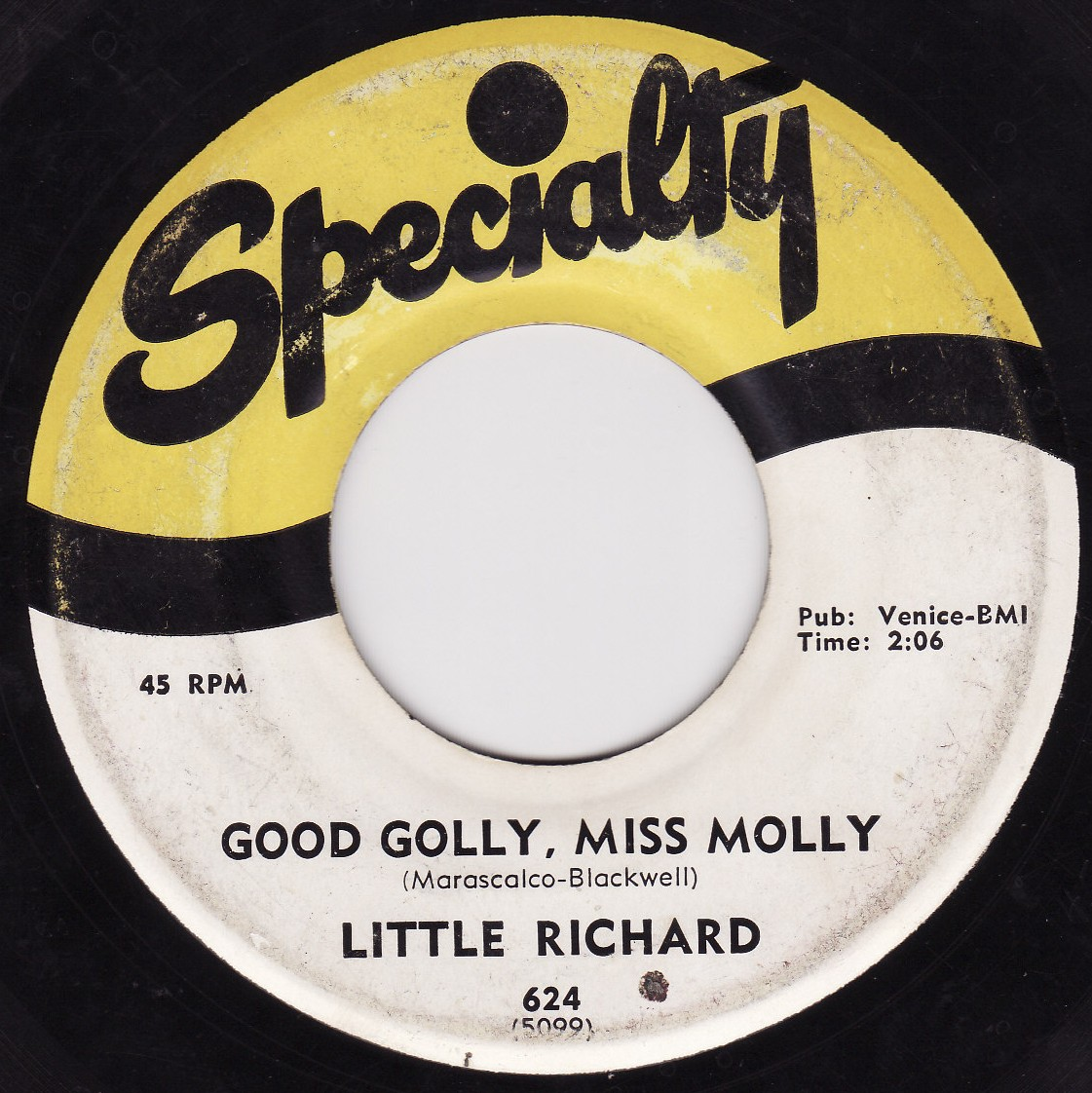
Little Richard auf Specialty 624

Nachdem Lloyd Price nach seiner Armeezeit 1953 erst zu seinem eigenen Label, dann zu ABC-Paramount gewechselt war, waren Rupe und sein neuer A&R-Manager Robert „Bumps“ Blackwell auf der Suche nach einem neuen zugkräftigen Rock 'n' Roller und fanden ihn in Little Richard, der 1955 auf Anraten von Lloyd Price eine Demoaufnahme nach Los Angeles geschickt hatte.
Little Richard sollte der erfolgreichste Interpret im Hause Specialty werden mit einer Vielzahl von Klassikern des Genres, darunter Tutti Frutti, Long Tall Sally, Rip It Up, Ready Teddy, Lucille, Keep-A-Knockin’ und Good Golly Miss Molly. Der Verkauf dieser Bestseller und deren Vermarktung über die labeleigenen Musikverlage Venice Music für BMI und Greenwich Music für ASCAP brachten Rupe neben großen Einnahmen auch den Vorwurf ein, sich an dem künstlerischen Werk seiner afroamerikanischen Interpreten bereichert zu haben.
Nach einem Streit verließ Bumps Blackwell zusammen mit Sam Cooke, dem Sänger der Soul Stirrers, das Label, da er zur Unzufriedenheit Rupes mit diesem Popsongs statt wie bisher Gospel-Nummern einspielte. 1957 verließ auch Little Richard das Label zugunsten einer Ausbildung zum Priester. Mit Lloyd Price’ ehemaligen Gehilfen Larry Williams konnte erneut die Lücke kurzfristig geschlossen werden. Zu dieser Zeit arbeitete Sonny Bono als A&R-Manager bei Specialty.
1960 stellte Art Rupe die Aufnahmetätigkeiten aufgrund ausbleibender Erfolge ein, auch wenn die verkaufskräftigen Scheiben weiter in Form von Wiederveröffentlichungenen unter dem Labelnamen erschienen. Nur für einige Aufnahmen mit Little Richard bei dessen Comeback-Versuch ab 1963 wurde neues Material gepresst. Ab 1969 wurde aufgrund des großen Interesses am frühen Rock ’n’ Roll die Politik der Wiederveröffentlichungen durch den neuen A&R-Manager Dr. Demento intensiviert und Specialty unter der Leitung von Rupes Tochter bis 1990 als eines der wichtigsten unabhängigen Plattenlabel der Vereinigten Staaten neben Atlantic Records und Sun Records weitergeführt. 1990 wurde der Specialty Katalog schließlich an Fantasy Records verkauft.

## Künstler
Die folgende Liste führt die Specialty-Künstler in alphabetischer Reihenfolge.
- Buddy Ace
- Tony Allen
- Robert Anderson
- Angel Face
- Nelson Alexander
- The Argo Singers
- Maureen Bailey
- Buddy Baker
- Buddy Banks
- Jesse Belvin
- Edgar Blanchard
- The Blues Man
- The Blues Woman
- Sonny Bono
- The Brown Brothers of Soul
- Tommy Bush
- Alex Bradford
- Jerry Byrne
- Wynona Carr
- Clifton Chenier
- The Chimes
- Chosen Gospel Singers
- Don Christy
- Eugene Church
- Freddy Clark
- Dorothy Love Coates
- Buddy Colette
- Biff Collie
- Sam Cooke
- James Cooper
- Troy Cory
- Larry Costello
- Jimmy Crawford
- Johnny Crockett
- The Crystals
- Daddy Cleanhead
- Jackie Day
- Mercy Dee
- The Detroiters
- Deuces Wild
- Floyd Dixon
- Don & Dewey
- The Dukes
- Earl King
- Amos Easton
- The Echoes
- H-Bomb Ferguson
- The Five Blind Boys of Alabama
- The Five Knights
- Johnny Flamingo
- The Four Closures
- The Four Flames
- David Ford
- Johnny Fuller
- Ed Great Gates
- Paul Gayton
- Gene & Wendell
- Byron „Slick“ Gibson
- The Golden Echoes
- The Golden Keys Quartet
- Jerry Green
- Vernon Green
- Al Grey
- Bessie Griffin
- Guitar Slim
- Alberta Hall
- René Hall
- The Harper-Brinson Band
- Frankie „Zeke“ Hart
- Duke Henderson
- Hal Hidey
- Chuck Higgins
- Earl Hines
- Smokey Hogg
- The Holidays
- Hollywood Flames
- Honey Boy
- John Lee Hooker
- Joe Houston
- Camille Howard
- Ben Hughes
- Jump Jackson
- Roddy Jackson
- Shot Jackson
- Jesse & Marvin
- Willie Joe
- Johnny Two-Voice
- Don Johnson
- Neal Johnson
- Willie Johnson
- J.J. Jones
- Sonny Jones
- Ernest Kador
- King Carter
- Claude King
- Clydie King
- Dennie King
- The Kingdom
- Sonny Knight
- Lloyd Lambert
- Annie Laurie
- Joyce Lowrance
- Billie Lee
- Katie Lee
- Vicky Lee
- Bob Lenarde
- Jimmy Liggins
- Lil Greenwood
- Li’l Millet
- Little Richard
- Little Temple
- Little Tootsie
- Lois & Louis
- Sonny Lowery
- Joe Lutcher
- Smokey Lynn
- Bobby Mandolph
- Martin & Orchestra
- Sister Cora Martin
- Marvin & Johnny
- Annette May
- Brother Joe May
- Arthur Lee Maye
- Percy Mayfield
- Willard McDaniel
- Meditation Singers
- Melody Kings
- Big Maceo Merriweather
- The Millionaires
- Roy Milton
- Billy Mitchell
- The Monitors
- Roy Montrell
- Gene Moore
- Kenzie Moore
- Big Boy Myles
- Edard Nelson
- Art Neville
- The New Testament
- Earl Nunn
- Original Gospel Harmonettes
- Original Gospel Harmony Quartet
- The Pentagons
- King Perry
- Marvin Phillips
- Henry Pierce
- The Pilgrim Travelers
- Lloyd Price
- Princess Stewart
- Professor Longhair
- Teddy Reynolds
- The Rhythm Cats
- Reverend Rimson
- Cleophus Robinson
- Frank Rosolino
- The Royal Kings
- Sallie Martin Singers
- Sacred Hearts
- Sylvester Saunders
- Little Jimmy Scott
- The Selections
- The Sepia Tones
- Sim Twins
- Earl Simms
- Frankie Lee Sims
- Eddie Smith
- The Solid Senders
- Leo Stancil
- The Soul Stirrers
- The Southern Harmonizers
- Smokey Stover
- Alonzo Stewart
- The Stewart Sisters
- Johnny Stone
- Paul Stoop
- Swan Silvertones
- Roosevelt Sykes
- The Titans
- Jesse Thomas
- Bruce Trent
- The Twilighters
- Johnnie Taylor
- Johnny Tyler
- Earney Vandagriff
- The Victorians
- Mercy Dee Walton
- Gerald Wiggins
- Jack Williams
- Larry Williams
- Lester Williams
- Maceo Woods
- Jim Wynn
- Benn Zeppa

## Ausgaben
Alle sechs auf Specialty 1957 und 1958 herausgebrachten EPs beinhalten Aufnahmen von Little Richard. Aus dieser Hauptphase des Labels stammen auch die ersten elf LPs, zwei weitere folgten zur Wiederaufnahme der Produktion 1963. Die 55 LP-Ausgaben, die zwischen 1968 und 1988 auf den Markt kamen, sind Wiederveröffentlichungen bereits bestehenden Materials.
Das bevorzugte Format von Specialty Records war allerdings die Single. Als Art Rupe 1944 begann, mit Juke Box Records Singles zu veröffentlichen, wurde gemeinhin noch auf 78er-Schellackplatte gepresst. Erst um 1959 ersetzte die 7-Zoll-Vinyl-Single die letzten 78er. Die Nummernblöcke und Veröffentlichungsdaten sind:
- Juke Box 100-101 und 500-520 zwischen 1944 und 1946
- Specialty 300-499 zwischen 1946 und 1954
- Specialty 500-525 zwischen 1946 und 1948
- Specialty 701-718 zwischen 1949 und 1953
- Specialty 526-690 zwischen 1954 und 1960
- Specialty 691-693 im Jahr 1963
- Specialty 694-700 zwischen 1970 und 1972
- Specialty 719-751 zwischen 1971 und 1985
- Specialty Gospel Serie 800-934 zwischen 1951 und 1974.[4]

Specialty Records bediente in mehreren Ausgaben-Serien den amerikanischen Markt. Dazu gab es länderspezifische Specialty-Ausgaben in Großbritannien, Deutschland und den Niederlanden. In diesen Ländern und vielen anderen Staaten wurde der Specialty-Katalog zudem über inländische Labels als Distributoren und in Form von Importen vertrieben.